# Błota (województwo opolskie)
Błota – wieś w Polsce położona w województwie opolskim, w powiecie brzeskim, w gminie Lubsza.
W latach 1975–1998 miejscowość administracyjnie należała do ówczesnego województwa opolskiego.
Przysiółkami wsi są: Lednica, Leśna Woda i Zamcze.
Na terenie przysiółka Zamcze (cmentarz) znajdują się pozostałości grodziska stożkowego.